# Кълм Фиор
Кълм Фиор е американско-канадски актьор.

## Частична филмография
Кино
- 1988 – „Железен орел 2“ (Iron Eagle II)
- 1996 – „Нощ се спуска над Манхатън“ (Night Falls on Manhattan)
- 1997 – „Лице назаем“ (Face/Off)
- 1998 – „Град на ангели“ (City of Angels)
- 1999 – „Тит“ (Titus)
- 1999 – „Вътрешен човек“ (The Insider)
- 2001 – „Старт към небето“ (Ignition)
- 2001 – „Пърл Харбър“ (Pearl Harbor)
- 2002 – „Всички страхове“ (The Sum of All Fears)
- 2002 – „Чикаго“ (Chicago)
- 2003 – „Ченгета без значки“ (National Security)
- 2003 – „Заплащането“ (Paycheck)
- 2004 – „Злодеи на магистралата“ (Highwaymen)
- 2004 – „Хрониките на Ридик“ (The Chronicles of Riddick)
- 2005 – „Дяволът в Емили Роуз“ (The Exorcism of Emily Rose)
- 2005 – „Сделката“ (The Deal)
- 2008 – „Подмяната“ (Changeling)
- 2011 – „Тор: Богът на гръмотевиците“ (Thor)
- 2014 – „Джак Райън: Теория на хаоса“ (Jack Ryan: Shadow Recruit)
- 2014 – „Невероятният Спайдър-Мен 2“ (The Amazing Spider-Man 2)

Телевизия
- 1995 – „Труман“ (Truman)
- 1999 – „Бурята на века“ (Storm of the Century)
- 2000 – „Нюрнберг“ (Nuremberg)
- 2001 – „Атентатът срещу Рейгън“ (The Day Reagan Was Shot)
- 2002 – „Трюдо“ (Trudeau)
- 2003 – „Панчо Виля“ (And Starring Pancho Villa as Himself)
- 2007 – „Погребете сърцето ми в Ундид Ний“ (Bury My Heart at Wounded Knee)
- 2008 – „Търговци на оръжие“ (Guns)
- 2008 – „24: Изкуплението“ (24: Redemption)
- 2009 – „24“
- 2009 – „Ловец на мисли“ (The Listener)
- 2011-2013 – „Борджиите“ (The Borgias)
- 2012-2013 – „Революция“ (Revolution)